# Ніл Леннон
Ніл Леннон (англ. Neil Lennon, нар. 25 червня 1971, Лурган) — північноірландський футболіст, що грав на позиції півзахисника. По завершенні ігрової кар'єри — тренер.
Виступав, зокрема, за клуб «Селтік», а також національну збірну Північної Ірландії.
Дворазовий володар Кубка англійської ліги. П'ятиразовий чемпіон Шотландії. Чотириразовий володар Кубка Шотландії. Чотириразовий володар Кубка Шотландії (як тренер). П'ятиразовий чемпіон Шотландії (як тренер). Чемпіон Шотландії (як тренер). Володар Кубка шотландської ліги (як тренер). Володар Кубка Кіпру (як тренер).

## Клубна кар'єра
У дорослому футболі дебютував 1989 року виступами за команду «Гленавон», у якій того року взяв участь у 2 матчах чемпіонату. 
Згодом з 1989 по 2000 рік грав у складі команд «Манчестер Сіті», «Кру Александра» та «Лестер Сіті». Протягом цих років двічі виборював титул володаря Кубка англійської ліги.
Своєю грою за останню команду привернув увагу представників тренерського штабу клубу «Селтік», до складу якого приєднався 2000 року. Відіграв за команду з Глазго наступні сім сезонів своєї ігрової кар'єри. Більшість часу, проведеного у складі «Селтіка», був основним гравцем команди. За цей час додав до переліку своїх трофеїв п'ять титулів чемпіона Шотландії, ставав володарем Кубка Шотландії (чотири рази).
Протягом 2007—2008 років захищав кольори клубу «Ноттінгем Форест».
Завершив ігрову кар'єру у команді «Вікомб Вондерерз», за яку виступав протягом 2008 року.

## Виступи за збірну
У 1994 році дебютував в офіційних матчах у складі національної збірної Північної Ірландії.
Загалом протягом кар'єри в національній команді, яка тривала 9 років, провів у її формі 40 матчів, забивши 2 голи.

## Кар'єра тренера
Розпочав тренерську кар'єру невдовзі по завершенні кар'єри гравця, 2010 року, очоливши тренерський штаб клубу «Селтік».
У 2014 році став головним тренером команди «Болтон Вондерерз», тренував клуб з Болтона два роки.
Згодом протягом 2016–2019 років очолював тренерський штаб клубу «Гіберніан».
У 2019 році прийняв пропозицію попрацювати у клубі «Селтік». Залишив команду з Глазго 2021 року.
У 2022 році був головним тренером команди «Омонія».
Наразі останнім місцем тренерської роботи був клуб «Рапід» (Бухарест), головним тренером команди якого Ніл Леннон був протягом 2024 року.
| Дата       | Місто              | Господарі         | Результат | Гості             | Турнір            | Голи | Примітки |
| ---------- | ------------------ | ----------------- | --------- | ----------------- | ----------------- | ---- | -------- |
| 11-6-1994  | Маямі              | Мексика           | 3 – 0     | Північна Ірландія | товариський матч  | -    | 46'      |
| 25-5-1995  | Едмонтон           | Чилі              | 2 – 1     | Північна Ірландія | Canada Cup        | -    |          |
| 3-9-1995   | Порту              | Португалія        | 1 – 1     | Північна Ірландія | Відбір до ЧЄ 1996 | -    |          |
| 11-10-1995 | Ешен (Ліхтенштейн) | Ліхтенштейн       | 0 – 4     | Північна Ірландія | Відбір до ЧЄ 1996 | -    |          |
| 15-11-1995 | Белфаст            | Північна Ірландія | 5 – 3     | Австрія           | Відбір до ЧЄ 1996 | -    |          |
| 27-3-1996  | Белфаст            | Північна Ірландія | 0 – 2     | Норвегія          | товариський матч  | -    | 62'      |
| 31-8-1996  | Белфаст            | Північна Ірландія | 0 – 1     | Україна           | Відбір до ЧС 1998 | -    |          |
| 5-10-1996  | Белфаст            | Північна Ірландія | 1 – 1     | Вірменія          | Відбір до ЧС 1998 | 1    | 61'      |
| 9-11-1996  | Нюрнберг           | Німеччина         | 1 – 1     | Північна Ірландія | Відбір до ЧС 1998 | -    | 86'      |
| 14-12-1996 | Белфаст            | Північна Ірландія | 2 – 0     | Албанія           | Відбір до ЧС 1998 | -    |          |
| 11-2-1997  | Белфаст            | Північна Ірландія | 3 – 0     | Бельгія           | товариський матч  | -    | 70'      |
| 29-3-1997  | Белфаст            | Північна Ірландія | 0 – 0     | Португалія        | Відбір до ЧС 1998 | -    |          |
| 2-4-1997   | Київ               | Україна           | 2 – 1     | Північна Ірландія | Відбір до ЧС 1998 | -    | 75'      |
| 30-4-1997  | Єреван             | Вірменія          | 0 – 0     | Північна Ірландія | Відбір до ЧС 1998 | -    | 42'      |
| 21-5-1997  | Бангкок            | Таїланд           | 0 – 0     | Північна Ірландія | товариський матч  | -    |          |
| 20-8-1997  | Белфаст            | Північна Ірландія | 1 – 3     | Німеччина         | Відбір до ЧС 1998 | -    | 82'      |
| 10-9-1997  | Цюрих              | Албанія           | 1 – 0     | Північна Ірландія | Відбір до ЧС 1998 | -    | 83'      |
| 11-10-1997 | Лісабон            | Португалія        | 1 – 0     | Північна Ірландія | Відбір до ЧС 1998 | -    | 44' 76'  |
| 25-3-1998  | Белфаст            | Північна Ірландія | 1 – 0     | Словаччина        | товариський матч  | -    |          |
| 22-4-1998  | Белфаст            | Північна Ірландія | 1 – 0     | Швейцарія         | товариський матч  | -    |          |
| 3-6-1998   | Сантандер          | Іспанія           | 4 – 1     | Північна Ірландія | товариський матч  | -    | 89'      |
| 5-9-1998   | Стамбул            | Туреччина         | 3 – 0     | Північна Ірландія | Відбір до ЧЄ 2000 | -    | 25'      |
| 10-10-1998 | Белфаст            | Північна Ірландія | 1 – 0     | Фінляндія         | Відбір до ЧЄ 2000 | -    |          |
| 18-11-1998 | Белфаст            | Північна Ірландія | 2 – 2     | Молдова           | Відбір до ЧЄ 2000 | 1    |          |
| 27-3-1999  | Белфаст            | Північна Ірландія | 0 – 3     | Німеччина         | Відбір до ЧЄ 2000 | -    | 67'      |
| 31-3-1999  | Кишинів            | Молдова           | 0 – 0     | Північна Ірландія | Відбір до ЧЄ 2000 | -    |          |
| 29-5-1999  | Дублін             | Ірландія          | 0 – 1     | Північна Ірландія | товариський матч  | -    | 79'      |
| 18-8-1999  | Белфаст            | Північна Ірландія | 0 – 1     | Франція           | товариський матч  | -    |          |
| 4-9-1999   | Белфаст            | Північна Ірландія | 0 – 3     | Туреччина         | Відбір до ЧЄ 2000 | -    |          |
| 8-9-1999   | Дортмунд           | Німеччина         | 4 – 0     | Північна Ірландія | Відбір до ЧЄ 2000 | -    | 46'      |
| 9-10-1999  | Гельсінкі          | Фінляндія         | 4 – 1     | Північна Ірландія | Відбір до ЧЄ 2000 | -    | кап.     |
| 28-3-2000  | Та-Калі            | Мальта            | 0 – 3     | Північна Ірландія | товариський матч  | -    |          |
| 26-4-2000  | Белфаст            | Північна Ірландія | 0 – 1     | Угорщина          | товариський матч  | -    |          |
| 7-10-2000  | Белфаст            | Північна Ірландія | 1 – 1     | Данія             | Відбір до ЧС 2002 | -    |          |
| 11-10-2000 | Рейк'явік          | Ісландія          | 1 – 0     | Північна Ірландія | Відбір до ЧС 2002 | -    |          |
| 28-2-2001  | Белфаст            | Північна Ірландія | 0 – 4     | Норвегія          | товариський матч  | -    | 46'      |
| 24-3-2001  | Белфаст            | Північна Ірландія | 0 – 1     | Чехія             | Відбір до ЧС 2002 | -    |          |
| 28-3-2001  | Софія (місто)      | Болгарія          | 4 – 3     | Північна Ірландія | Відбір до ЧС 2002 | -    | 86'      |
| 2-6-2001   | Белфаст            | Північна Ірландія | 0 – 1     | Болгарія          | Відбір до ЧС 2002 | -    | 35' 79'  |
| 13-2-2002  | Лімасол            | Північна Ірландія | 1 – 4     | Польща            | товариський матч  | -    | 46'      |
| Усього     |                    | Матчів            | 40        |                   | Голів             | 2    |          |

## Титули і досягнення

### Як гравця
- Володар Кубка англійської ліги (2):

«Лестер Сіті»: 1996-1997, 1999-2000
- Чемпіон Шотландії (5):

«Селтік»: 2000-2001, 2001-2002, 2003-2004, 2005-2006, 2006-2007
- Володар Кубка Шотландії (4):

«Селтік»: 2000-2001, 2003-2004, 2004-2005, 2006-2007

### Як тренера
- Володар Кубка Шотландії (4):

«Селтік»: 2010-2011, 2012-2013, 2018-2019, 2019-2020
- Чемпіон Шотландії (5):

«Селтік»: 2011-2012, 2012-2013, 2013-2014, 2018-2019, 2019-2020
- Чемпіон шотландського Чемпіоншипу (1):

«Гіберніан»: 2016-2017
- Володар Кубка шотландської ліги (1):

«Селтік»: 2019-2020
- Володар Кубка Кіпру (1):

«Омонія»: 2021-2022